# Philippe Chappuis
Zep tem como verdadeiro nome Philippe Chappuis, nasceu em 1967 na Suíça. Formou-se na escola de "Arts Décoratifs" de Genebra. Zep é autor de séries de histórias em quadrinhos como Titeuf, aventura que começou, em 1992, com o convite da Editora Glénat.